# Panasonic FS A1F
Panasonic FS A1F (FS A1F) је кућни рачунар, производ фирме Панасоник (Panasonic) који је почео да се израђује у Јапану током 1987. године.
Користио је Zilog Z80A или еквивалент као централни микропроцесор а RAM меморија рачунара FS A1F је имала капацитет од 64 KB. 
Као оперативни систем кориштен је MSX DOS 2.0.

## Детаљни подаци
Детаљнији подаци о рачунару FS A1F су дати у табели испод.
|                       | |
| [ 1 ]                 | |
| Произвођач            | Панасоник |
| Тип                   | кућни рачунар |
| Меморија              | 64 KB |
| Поријекло             | Јапан |
| Година                | 1987 |
| Тастатура             | тастатура са пуним помаком тастера са 5 функцијских тастера и 4 тастера смјера.                                                |
| Процесор              | или еквивалент |
| Фреквенција процесора | 3,58 |
| RAM                   | 64 KB |
| ROM                   | 64 KB |
| Текст                 | 40 x 24 / 32 x 24 |
| Графика               | 64 x 48 / 256 x 192 / 256 x 212 / 512 x 212                                                                                    |
| Боја                  | 512 |
| Звук                  | уграђени MSX-Music (Yamaha YM-2413 чипсет) са 9 канала FM звука без бубњева или 6 канала FM звука са 5 FM бубњева. Моно излаз. |
| Димензије             | непознато |
| Портови               | |
| Оперативни систем     | |